# Ministère des Affaires étrangères (Bénin)
Pour les articles homonymes, voir Ministère des Affaires étrangères.
Le ministère des Affaires étrangères est le département ministériel du gouvernement béninois chargé de la mise en œuvre de la politique extérieure dans les domaines de la coopération bilatérale et multilatérale et d’assurer les relations avec les États étrangers.
Ce ministère fait partie des ministères dits régaliens avec ceux de la Défense, de la Justice, des Finances et de l'Intérieur.
L'actuel ministre des Affaires étrangères et de la Coopération est Shegun Bakari, en fonction depuis le 6 juin 2023.

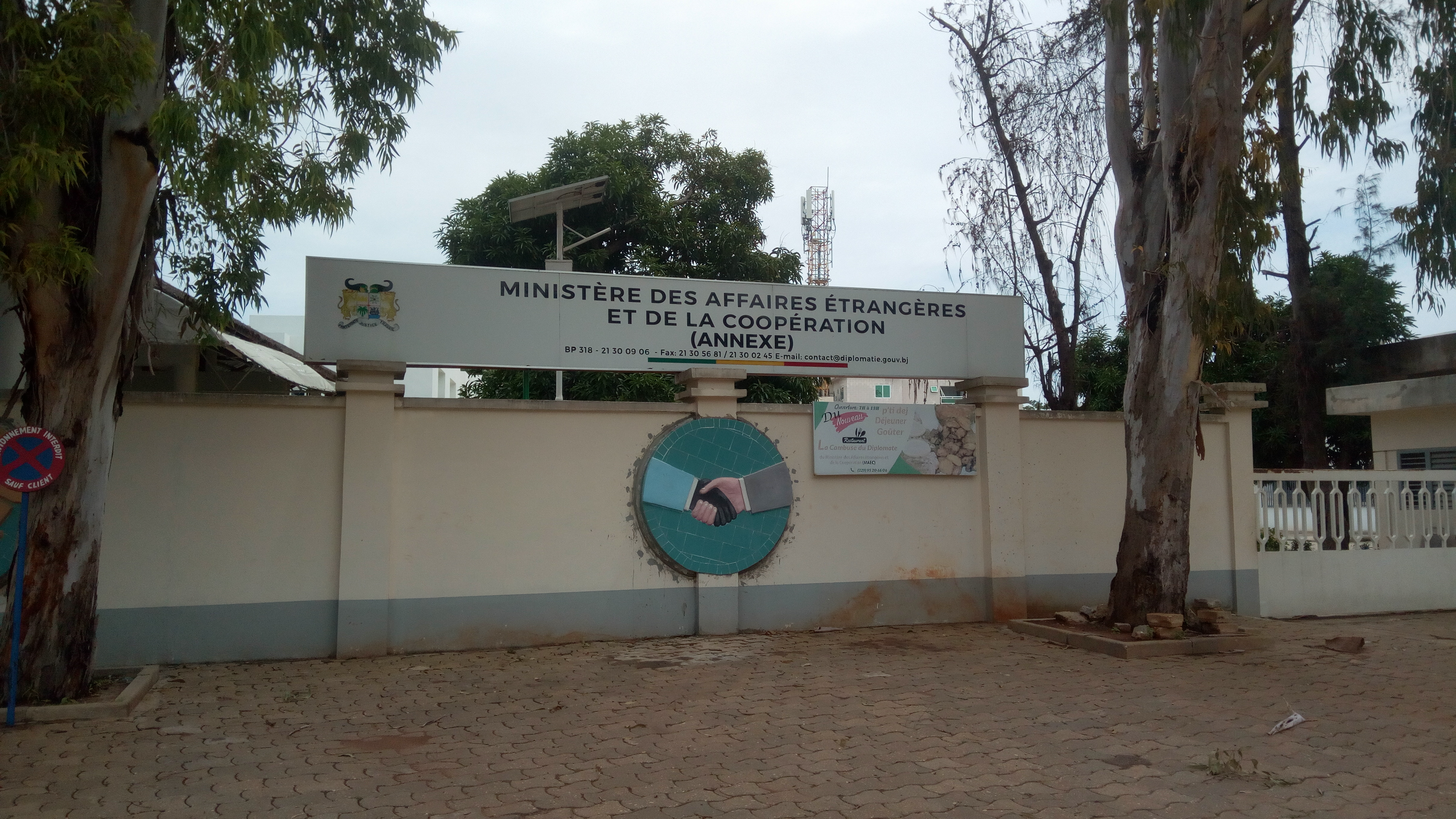
Ministère béninois des Affaires étrangères et de la Coopération - bâtiment annexe.

## Missions
Le ministère des Affaires étrangères et de la Coopération a pour mission de formuler et de mettre en pratique la politique étrangère du gouvernement dans les domaines de la coopération bilatérale et multilatérale, de la coopération décentralisée, de l'intégration régionale et africaine, de la représentation et de la protection des intérêts du Bénin et de ses citoyens à l'étranger, ainsi que de la diplomatie économique et culturelle, en respectant les lois et règlements en vigueur dans la République du Bénin.

## Attribution
Dans le cadre de ses responsabilités, il a pour mission de :
- Diriger la coopération internationale à la fois au niveau bilatéral et multilatéral.
- Coordonner les activités de coopération décentralisée au niveau international.
- Promouvoir et gérer l'intégration régionale et africaine.
- Favoriser le dialogue politique entre le Bénin et ses partenaires.
- Encourager les échanges nord-sud et sud-sud dans les domaines du développement technologique, économique, social et culturel.
- Accompagner la promotion économique du Bénin à l'échelle mondiale.
- Défendre les intérêts du Bénin et de ses citoyens à l'étranger.
- Faciliter l'implication d'expertise avérée dans les négociations des programmes et projets d'investissement au Bénin.
- Assurer la visibilité du Bénin à l'échelle mondiale et contribuer à la défense de la paix et de la sécurité dans le monde.

En ce qui concerne la politique extérieure :
- Garantir l'unité et la cohérence de l'action diplomatique internationale du Bénin.
- Superviser toutes les questions relatives aux relations de la République du Bénin avec les États et les institutions de coopération internationale.
- Engager l'État dans l'élaboration, la conclusion et la signature de traités, et veiller à leur application et à leur préservation.
- Mener les actions de coopération bilatérale, multilatérale et décentralisée, et promouvoir et gérer les dossiers liés à l'intégration africaine.
- Diriger les négociations avec les partenaires bilatéraux et multilatéraux en matière de développement, à l'exception des institutions internationales de financement.
- Coordonner et faciliter le développement de la coopération décentralisée et de l'assistance humanitaire internationale lorsque le Bénin est concerné ou impliqué.
- Présider les commissions mixtes de coopération et autres consultations intergouvernementales.
- Participer aux négociations et à la signature d'accords de prêts avec les institutions internationales de financement, et veiller à la bonne exécution des programmes et projets y afférents.
- Coordonner toutes les initiatives et activités liées à la gestion et à la promotion de l'intégration africaine.
- Coordonner et diriger toutes les initiatives et actions liées aux relations du Bénin avec l'Organisation Internationale de la Francophonie et ses agences spécialisées.
- Représenter l'État béninois dans les organisations internationales, sous-régionales ou régionales.
- Élaborer et défendre les positions du Bénin sur les questions internationales.
- Veiller à la protection et à la défense des intérêts du Bénin vis-à-vis des partenaires étrangers et de ses citoyens à l'étranger.
- Assurer le respect de la législation et de la réglementation béninoises par les missions diplomatiques et les organisations internationales accréditées auprès du Bénin, qu'elles soient résidentes ou non.
- Déléguer des pouvoirs à d'autres ministres ou autorités désignées pour représenter le Bénin, en dehors du Président de la République et du Chef du Gouvernement.
- Délivrer les passeports diplomatiques et de service.
- Recevoir les communications officielles des chefs de missions diplomatiques et consulaires accrédités auprès du gouvernement béninois.
- Communiquer les vues et positions du gouvernement à la communauté internationale, notamment aux chefs de missions diplomatiques et consulaires et aux représentants des organisations internationales accréditées au Bénin.
- Veiller à la ratification, au dépôt, à la publication et à l'interprétation des traités, conventions, accords, protocoles et autres textes internationaux auxquels le Bénin est partie, et en assurer la préservation.
- Recevoir des autres ministres toute information sur les questions ayant une incidence sur la politique et les relations extérieures du Bénin, y compris les affaires militaires, de défense et de sécurité.

## Organisation et fonctionnement
Le ministère des Affaires étrangères et de la Coopération est composé des entités suivantes :
- Le ministre ;
- Les différentes personnes et services rattachés au ministère ;
- Le cabinet du ministre ;
- Le secrétariat général du ministère ;
- L’inspection générale des Affaires étrangères ;
- Les directions centrales ;
- Les directions géographiques ;
- Les directions techniques ;

Le ministre des Affaires étrangères et de la Coopération assure la direction de l'ensemble de ces structures. Il exerce un leadership politique et institutionnel dans son domaine et s'engage en permanence à garantir une gouvernance de qualité et l'efficacité de l'action publique dans les domaines relevant de sa compétence.
Le ministre exerce ses fonctions sous l'autorité et la délégation du président de la République, chef de l'État et chef du Gouvernement. En collaboration avec les autres membres du gouvernement, il assiste le Président de la République dans l'exercice de ses fonctions en élaborant et en mettant en œuvre des politiques, programmes, projets et budgets conformes aux principes de gouvernance, à l'éthique, ainsi qu'aux lois et règlements en vigueur dans la République du Bénin.

## Liste des ministres
| Nom                       | Dates du mandat  | Dates du mandat | Parti                                                | Gouvernement                                  |
| ------------------------- | ---------------- | --------------- | ---------------------------------------------------- | --------------------------------------------- |
| Shegun Bakari             | 6 juin 2023      |                 |                                                      | Gouvernement Talon II                         |
| Aurélien Agbénonci        | 6 avril 2016     | 23 mai 2023     |                                                      | Gouvernement Talon I et Gouvernement Talon II |
| Saliou Akadiri            | 22 juin 2015     | 2016            |                                                      |                                               |
| Nassirou Bako Arifari     | 28 mai 2011      | 22 juin 2015    | Union progressiste le renouveau                      |                                               |
| Jean-Marie Ehouzou        | 27 octobre 2008  | 2011            |                                                      |                                               |
| Moussa Okanla             | 17 juin 2007     | 27 octobre 2008 |                                                      | Gouvernement Boni I                           |
| Mariam Aladji Boni Diallo | 10 avril 2006    | 17 juin 2007    |                                                      |                                               |
| Frédéric Dohou            | 15 février 2006  | 8 avril 2006    |                                                      |                                               |
| Rogatien Biaou            | 12 juin 2003     | 16 février 2006 |                                                      |                                               |
| Antoine Idji Kolawolé     | mai 1998         | mai 2003        |                                                      |                                               |
| Pierre Osho               | avril 1996       | mai 1998        |                                                      |                                               |
| Edgar Yves Monnou         | 1995             | 1996            |                                                      |                                               |
| Robert Dossou             | 1993             | 1995            | Conférence nationale souveraine                      |                                               |
| Théodore Holo             | 1991             | 1993            |                                                      |                                               |
| Théophile Nata            | 1990             | 1991            |                                                      |                                               |
| Daniel Tawéma             | 5 août 1989      | 14 mars 1990    | Front d'action pour le renouveau et le développement |                                               |
| Guy Landry Hazoumé        | 1987             | 1989            |                                                      |                                               |
| Frédéric Affo             | 1984             | 1987            |                                                      |                                               |
| Tiamiou Adjibadé          | 1982             | 1984            |                                                      |                                               |
| Simon Ifèdé Ogouma        | 1980             | 1982            |                                                      |                                               |
| Michel Alladaye           | 1972             | 1980            |                                                      |                                               |
| Michel Ahouanmènou        | 4 août 1971      | 26 octobre 1972 |                                                      |                                               |
| Daouda Badarou            | 7 mai 1970       | 4 août 1971     |                                                      |                                               |
| Benoît Koffi Sinzogan     | 1969             | 1970            |                                                      |                                               |
| Maurice Kouandété         |                  |                 |                                                      |                                               |
| Émile Derlin Zinsou       | 1965             | 1967            |                                                      |                                               |
| Tahirou Congacou          | 1965             | 1965            |                                                      |                                               |
| Gabriel Lozès             | 1964             | 1965            |                                                      |                                               |
| Chabi Mama                | 4 décembre 1963  | 1964            |                                                      |                                               |
| Hubert Maga               | 28 octobre 1963  | 4 décembre 1963 |                                                      |                                               |
| Oké Assogba               | 29 décembre 1960 | 13 février 1962 | Parti dahoméen de l'unité                            |                                               |